# Mulcent
Mulcent là một xã của Pháp, nằm ở tỉnh Yvelines trong vùng Île-de-France của Pháp.
Tên gọi « Mulcent » bắt nguồn từ từ Latin murocinctus.
Người dân ở đây trong tiếng Pháp gọi là Mulcentois.
Các xã giáp ranh gồm: Montchauvet về phía tây bắc, Civry-la-Forêt về phía tây nam, Orvilliers và Prunay-le-Temple về phía nam, Septeuil về phía đông và Courgent về phía bắc.